# Тэтчер, Бен
Бенджамин Дэвид «Бен» Тэтчер (англ. Benjamin David "Ben" Thatcher; род. 30 ноября 1975, Суиндон, Уилтшир) — английский и валлийский футболист, левый защитник. Играл за ряд английских клубов, более чем в 300-х играх — в двух высших лигах страны.

## Биография
В юности Тэтчер играл в «Воскресеной футбольной лиге» различных любительских команд Лондона, прежде чем попал в «Школу передового опыта» Футбольной Ассоциации в Лиллесхолле.
После окончания школы подписал свой первый профессиональный контракт с «Миллуолл», дебютировав в сезоне 1993/94 в возрасте 18 лет. Со следующего сезона закрепился в первой команде и забил свой, как профессионал, первый гол. Сыграл более 100 матчей за «Миллуолл» и выиграл командную награду «Игрок года» в течение сезона 1995/96.

### В сборных
Выступал за молодёжную сборную Англии, в которой сыграл четыре матча, но впоследствии выбрал сборную Уэльса, за которую провёл семь игр.